# Гастрономия
Гастрономия е наука, изучаваща храната (произход, форма, начини на приготвяне, вкусове, аромати и т.н.), културата на хранене, кулинарните традиции, кулинарни техники и най-вече цялостното преживяване, което получаваме от иначе естествения акт на хранене. Хората, които се занимават и развиват тази наука, се наричат гастрономи. Истинският гастроном обръща внимание на това как е приготвено ястието, как е сервирано, какви вкусове и аромати са съчетани, дали цветовете в чинията изглеждат добре и какво е цялостното съобщение, което оставя то на ценителите на хубавата храна.

## Произход на термина
Още древните гърци дават определение на връзката между храната, приготвянето на храната, човешките сетива, общуването и създаването на културни традиции. Те обобщават тази връзка като гастрономия. В буквален превод означава закони/правила на стомаха (γαστήρ (gastér) – стомах и νόμος (nómos) – закон/правило). Терминът се е развил през последните 2 хилядолетия и всяко следващо поколение разширява семантичното поле и значение на гастрономията.

## История и еволюция
„Няма по-искрена любов от тази към храната.“ Това е едно от великите прозрения на Джордж Бърнад Шоу. Ирландският писател умело е уловил естествената връзка между любовта ни към храната и храненето като културен феномен. Но той далеч не е първият, който намира начин да изкаже с думи дълбоката ни привързаност към храната.
Еволюцията на съвременната гастрономия започва с един от първите гастрономи, записал името си с големи букви в историята на тази наука, е Жан Брия-Саварен (Jean Anthelme Brillat-Savarin). Юрист по образование, той се е славел с това, че неговата най-голяма страст е гастрономията. Според някои историци на него принадлежи прословутата фраза – „Кажи ми какво ядеш, за да ти кажа кой си“. В своето произведение „Физиология на вкуса“ (френски: Physiologie du goût, англ.: The Physiology of Taste), публикувано през 1825 г., той разглежда теми като нисковъглехидратните диети и пряката връзка между затлъстяването и прекомерната консумация на захар и тестени продукти. Неговият труд допринася за промяната в начина, по който се възприема гастрономията, и я поставя редом до науки като биология, химия и физика. Освен това от термина гастрономия Жан Саварен създава световноизвестната дума гурме (gourmet).
През 17 и началото на 18 век се появява т.нар. „haute cuisine“ или „висша кухня“. С началото на това течение се свързва името на Мари Антоан Карем (Marie Antoine (Antonin) Carême) – първият готвач, придобил световна известност със забележителните си кулинарни шедьоври. Той е един пионерите в създаването на кулинарно изкуство. Друг готвач от същия период, който успява да се прочуе, е Ла Варен (La Varenne), на когото се приписва и авторството на първата книга с рецепти, публикувана във Франция. Книгата се състои от 2 раздела – един за месни ястия и друг за постни ястия. Тези рецепти слагат началото на промяната в стила на готвене от Средновековието към новите техники, целящи приготвянето на по-леки ястия.
Не е случайно, че търсенето на иновация в кухнята, създаването на кулинарни шедьоври и плавното превръщане на гастрономията от наука в изкуство, се случва именно във Франция. Еволюцията на гастрономията е плавен и продължителен процес, но през 17 век във Франция се случва нещо революционно. Появяват се нови продукти, дошли с пътешествениците от Новия свят, а и много майстор-готвачи от цяла Италия мигрират към Франция. Новите продукти намират място в традиционната френска кухня и така се поставят основите на едно течение в кулинарията – „Nouvelle Cuisine“ (Нова кухня). Това е значим момент, защото тогава се разделя традиционната и модерната кухня. Оттогава започва да се осъзнава все повече важността и значението на връзката между храната, обществото и изкуството, а гастрономията започва да се възприема все повече като науката, която осъществява тази връзка.
Краят на 19 и началото на 20 век е периодът на бурното развитие на френската кухня. Той се свързва с името на знаменития френски кулинар и гастроном – Жорж Ескофие (Georges Auguste Escoffier). Той осъвременява много от традиционните кулинарни техники и се смята за бащата на модерната френска кухня. Майстор на висшата кухня, Ескофие разработва и доразвива някои от техниките на Карем, което бързо му донася слава сред знатните особи, които се редят на опашка, за да вечерят в ресторанта му.
Сътрудничеството между Ескофие и Цезар Риц (César Ritz) води до създаването на световноизвестната хотелска верига Риц, а френската кухня придобива аура и влияние, които задържа до края на века.
Неслучайно еволюцията на гастрономията е пряко свързана с развитието на френската кухня и дори често се отъждествяват.
Покрай знаменитите си готвачи Франция, и Париж в частност, се превръщат в кулинарна столица на света. През 20 век там се създават водещите тенденции в кулинарното изкуство, а гастрономията вече се разглежда от две гледни точки – от една страна е майстор-готвачът, който експериментира и импровизира, за да създаде ново ястие, а от другата страна е човекът, който консумира. Така се пораждат два типа въпроси. При първия се разглеждат новите кулинарни техники, продукти и т.н., докато при втория се набляга на социокултурните промени, които поражда кулинарното нововъведение.
Именно тогава се създават основополагащите и до днес принципи: месно-зеленчукова основа на храната, подчертано разнообразие; много блюда, но малки порции; ограничаване на мазнините с преобладаване на растителните масла; вместо тежки, маслени сладкиши – десерт от сирене и плодове.

## Модерната гастрономия
Гастрономията, разбира се, не е спряла да се развива. Голям принос затова има една легенда – Пол Бокюз (Paul Bocuse), отново французин. Роден в далечната 1926 г., Бокюз е отдал живота си на гастрономията. Освен че познава до съвършенство класическата кухня и умело доразвива модерната френска кухня, той обучава някои от най-награждаваните и известни майстор-готвачи в Европа и САЩ. Неслучайно през 2011 г. на 30 март The Culinary Institute of America му връчва най-престижния приз – „Майстор-готвач на века“. Бокюз умира на 20.01.2018 г.
Ален Дюкас (Alain Ducasse) е друг френски майстор-готвач, записал името си със златни букви в еволюцията на гастрономията. Той е първият майстор-готвач, който притежава 3 ресторанта, наградени с 3 звезди от Мишлен. Самият Дюкас печели 21 звезди Мишлен през своята дълга и плодотворна работа. Тези постижения, разбира се, не са случайни. Неговият принос в гастрономията е всепризнат най-вече заради авангардните му решения в кухнята и прилагането на молекулярната гастрономия. Той е един от модерните новатори в кухнята, който дълги години създава иновативни кулинарни тенденции и вдъхновява другите готвачи да импровизират, да развиват себе си и кулинарното изкуство.
Сега гурме произведенията на тези видни майстори на кулинарното изкуство се изучават в кулинарните институти в Европа и САЩ. Като един от тези институти е „The Institute Paul Bocuse Worldwide Alliance“, който обединява няколко института от различни държави, сред които САЩ, ЮАР, Сингапур, Китай, Финландия, Гърция и други (без България).
Съвременната гастрономия все повече набляга на креативността и импровизацията в кухнята. Смесица от различни традиционни кухни, разнообразни вкусове и въображението на майстор-готвачите. А докъде ще стигне, само времето ще покаже.

## В България
Въпреки че в България няма клонове на известни кулинарни институти, това далеч не означава, че желаещите няма къде да изучат тънкостите, традициите и модерните течения в кулинарното изкуство. Институтът по кулинарни изкуства (Culinary Arts Institute) към Висшето училище по мениджмънт предлага отлични възможности на прохождащи майстор-готвачи да се потопят в магията на кулинарното изкуство. Институтът предлага разнообразни курсове по гастрономия, молекулярна гастрономия и много други.